# Марина Цветаева. Страсти по Марине
«Марина Цветаева. Страсти по Марине» — документальный фильм режиссёра Андрея Осипова, снятый по сценарию Одельши Агишева в 2004 году. Картина создана на основе мемуарной прозы, записных книжек, дневников, писем Марины Цветаевой и её близких. Лента входит в состав созданного Осиповым цикла цикла «Легенды Серебряного века» (фильм первый — «Голоса» о Максимилиане Волошине, фильм второй — «Охота на ангела, или Четыре любви поэта и прорицателя» об Андрее Белом). Картина «Страсти по Марине» получила ряд кинематографических наград.

## Сюжет
Фильм воспроизводит отдельные вехи из биографии Марины Цветаевой. Главной семейной тайной Марина Ивановна считала душевные терзания своей матери Марии Мейн. В её жизни была история сложной любви, зафиксированная в дневниках, но замуж она вышла за друга своего отца — Ивана Владимировича Цветаева. В браке родились Марина и Ася. Мать обрушила на девочек всю горечь несбывшейся любви, а отец так и не смог понять, почему его дочери, воспитывавшиеся в интеллигентной атмосфере, не сумели окончить даже гимназию. Человек, подаривший России созданный им музей, вынужден был признать, что его семейная жизнь не удалась.
Когда в жизни Марины появился литератор Сергей Эфрон, поэт Максимилиан Волошин предупредил, что Цветаева — с её неукротимостью — не создана для брака. Тем не менее зимой 1912 года состоялась свадьба, а в сентябре у супругов родилась дочь Ариадна. Марина была очень привязана к мужу, что не мешало ей отдаваться иным страстям. Одним из первых семейных испытаний стало её увлечение поэтессой Софией Парнок; позже в жизни Цветаевой возникали другие романтические отношения, завершавшиеся, как правило, разочарованиями. Эфрон говорил: «Она поэт — и этим всё сказано».

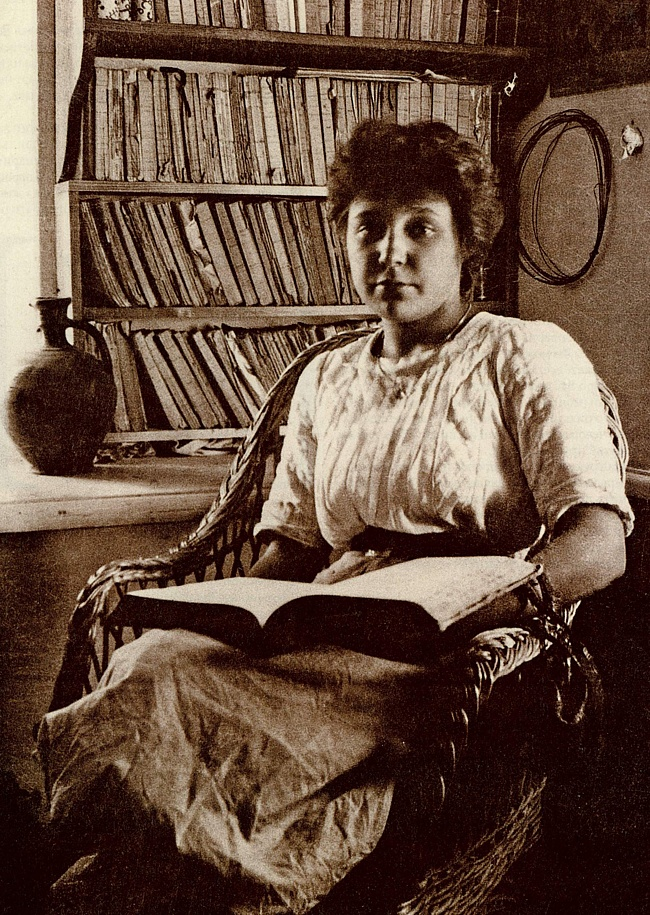
Марина Цветаева. 1911

В годы Гражданской войны, когда Сергей был на фронте, Марина отдала Ариадну и родившуюся в 1917-м Ирину в детский приют. Младшая дочь умерла там от слабости. Марина не поехала на её похороны и даже не стала выяснять, где находится её могила. В записной книжке она написала: «На одного маленького ребёнка в мире не хватило любви». Иным было отношение Цветаевой к сыну Георгию (Муру), появившемуся на свет в 1925 году, — про него она говорила: «Это единственное, до чего мне есть дело».
Эмиграция не оправдала ожиданий Цветаевой, литературный Париж не принял русскую поэтессу, жить приходилось в долг, а порой и впроголодь. В 1937 году Эфрон, которого заподозрили в причастности к заказному убийству разведчика Игнатия Рейсса, спешно вернулся в Москву; следом за ним в Советский Союз возвратилась и Марина. Затем последовали аресты Ариадны и Сергея. О расстреле мужа в октябре 1941 года Цветаева так и не узнала. Летом того же года она вместе с Муром была эвакуирована в Елабугу, откуда сын Марины Ивановны отправил письмо другу Дмитрию Сеземану: «Митя, дружище, пишу тебе, чтобы сообщить, что моя мать покончила с собой — повесилась 31 августа… Всё, что я могу сказать тебе по этому поводу, — это то, что она правильно поступила». Мура не было на похоронах Марины. Через два с половиной года его, студента ИФЛИ, призвали в армию. Летом 1944-го Георгий Эфрон написал, что верит в свою звезду и удачу. Это было его последнее письмо.

## Отзывы и рецензии
Несмотря на то, что «Страсти по Марине» получили ряд наград на форумах и фестивалях, представители литературного и кинематографического сообщества России восприняли картину неоднозначно. К числу тех, кто доброжелательно оценил новую работу Осипова и Агишева, относился литературный критик Лев Аннинский. Анализируя фильм, Лев Александрович сравнил мятежность Цветаевой с одержимостью некоторых героев Достоевского. «Судьёй жизни» Цветаевой Аннинский назвал её сына Мура, который, отстраняясь от опеки и безоглядной любви матери, сказал, что она никогда не напишет так, как чтимые им Маяковский и Асеев, и тем самым вынес Марине Ивановне смертельный приговор.
Режиссёр Сергей Урсуляк, входивший в состав жюри Открытого фестиваля документального кино «Россия» (Екатеринбург, 2004), сообщил, что из биографических фильмов он выделил «Страсти по Марине», потому что это «высококультурное, высокохудожественное кино», сделанное профессионалами. Оценки, выставленные членами жюри, не позволили фильму Андрея Осипова получить Гран-при (его вручили ленте Павла Костомарова и Антуана Каттина «Мирная жизнь»). Однако «Страсти по Марине» вызвали на фестивале большой интерес у публики и были удостоены приза зрительских симпатий. Урсуляк отметил, что не считает эту картину безупречной, но её достоинство заключается в том, что «там есть очень мощный замысел».
Другой точки зрения придерживался кинокритик Никита Елисеев, который, услышав в названии «Страсти по Марине» иное — созвучное с маркой зубного порошка — сочетание «Помариновые страсти», назвал фильм Осипова образцом китча и поставил его в один ряд с полотнами Ильи Глазунова: «Всё — в лоб, во всём — тавтология». Создатели ленты, по мнению Елисеева, при реконструкции биографии Марины Цветаевой взяли фрагменты из классики немого кино — картин Евгения Бауэра, Роберта Вине и других — и «умудрились из шедевров нарезать пошлятину». По мнению кинокритика, Осипов и Агишев не стремились рассказать о Цветаевой-поэте — они просто изложили чужую сложную жизнь «мещанской скороговоркой».
Подобным же образом изначально отреагировала на выход «Страстей по Марине» публицист журнала «Искусство кино» Виктория Белопольская. Критик признала, что не только фильм о Цветаевой, но и другие картины, входящие в осиповский цикл «Легенды Серебряного века», воспринимались ею как «доходчивый примитивизм китча», а воплощённые на экране кинометафоры расценивались как посыл для любящих мелодрамы домохозяек. Со временем, однако, отношение Белопольской к работам Осипова изменилось — пришло понимание, что в простодушной пафосности его лент присутствует явное тяготение к романтике, а сам режиссёр, существуя в мире, где люди отвыкли от чтения, вынужденно выполняет роль своеобразного культуртрегера.

## Создатели фильма
- Андрей Осипов — режиссёр
- Одельша Агишев — автор сценария и текста
- Ирина Уральская — оператор
- Микаэл Таривердиев — музыка
- Нина Виноградова — художник-постановщик
- Николай Устименко — звукорежиссёр
- Ольга Шапошникова — редактор
- Закадровый текст: Евгения Добровольская, Нелли Уварова, Татьяна Матюхова, Александр Устюгов, Марианна Ильина, Коля Ефремов

## Призы и награды
- 2004 — Международный кинофорум славянских и православных народов «Золотой Витязь» (приз «За лучший документальный фильм» — Андрей Осипов)[5]
- 2004 — Национальная кинематографическая премия «Ника» (премия «За лучший неигровой фильм» — Андрей Осипов)[5]
- 2005 — Российский кинофестиваль «Литература и кино» в Гатчине (специальный приз жюри «За неизменный интерес к эпохе и персонажам Серебряного века» — Андрей Осипов)[5]